# Brion-près-Thouet
Brion-près-Thouet är en kommun i departementet Deux-Sèvres i regionen Nouvelle-Aquitaine i västra Frankrike. Kommunen ligger i kantonen Thouars 2e Canton som tillhör arrondissementet Bressuire. År 2022 hade Brion-près-Thouet 753 invånare.

## Befolkningsutveckling
Antalet invånare i kommunen Brion-près-Thouet
| Referens: INSEE |